# Rosa Cook
Rosa Leticia Cook Martínez (* 3. Januar 1998) ist eine mexikanische Leichtathletin, die sich auf die 400-Meter-Distanz spezialisiert hat.

## Sportliche Laufbahn
Erste internationale Erfahrungen sammelte Rosa Cook bei der Sommer-Universiade 2017 in Taipeh, bei der sie mit der 4-mal-400-Meter-Staffel in 3:33,98 min die Silbermedaille hinter Polen gewann. Zwei Jahre später gelangte sie bei den Studentenweltspielen in Neapel im 400-Meter-Lauf bis in das Halbfinale, in dem sie mit 54,66 s ausschied. Zudem gewann sie mit der 4-mal-400-Meter-Staffel in 3:32,63 min erneut die Silbermedaille während sie mit der 4-mal-100-Meter-Staffel in 44,82 s auf Rang vier gelangte.
2019 wurde Cook mexikanische Meisterin in der 4-mal-100-Meter-Staffel.

## Persönliche Bestleistungen
- 400 Meter: 53,63 s, 25. April 2018 in Toluca de Lerdo